# Stephane Lasme
Yann Ulrich Stephane Lasme (Port-Gentil, Gabão, 17 de dezembro de 1982) é um ex-basquetebolista gabonense atualmente aposentado com passagens marcantes por Galatasaray, onde foi campeão da EuroCopa em 2015-16, e Panathinaikos, onde foi o melhor defensor da EuroLiga 2012-13. Durante sua carreira profissional defendeu a seleção adulta do Gabão.
Jogou no basquetebol universitário dos Estados Unidos por Umass Minutemen onde se credenciou ao Draft da NBA de 2007 sendo selecionado na 46ª na segunda rodada por Golden State Warriors.

## Prêmios e reconhecimentos

### Títulos com clubes
- Campeão da EuroCopa de 2015-16
- 2x Campeão da Liga Grega em 2012-13 e 2013-14
- 2x Campeão da Copa da Grécia em 2013 e 2014
- Campeão da Liga Adriática de 2009
- Campeão da Liga Israelense de 2010
- Campeão da Copa de Israel de 2010
- Campeão da Copa da Turquia de 2015
- Campeão da Liga Sérvia de 2009
- Campeão da Copa da Sérvia de 2009

### Prêmios pessoais
- Melhor defensor da EuroLiga 2012-13
- Membro do segundo time ideal da Euroliga 2013-14
- MVP das finais da EuroCopa 2015-16
- Membro do segundo time ideal da EuroCopa 2015-16
- MVP das finais da Liga grega 2013
- MVP da Liga grega 2013
- 2x Melhor defensor da Liga Grega 2013 e 2014
- 2x Membro do time ideal da Liga Grega 2013 e 2014
- Co-defensor da NBA G-League de 2008
- Jogador do ano na Conferência Atlantic 10 na NCAA em 2007
- Membro do time ideal da Conferência Atlantic 10 na NCAA em 2007

Fonte:Eurocup Basketball